# Liste der Bodendenkmale in Gilten
In der Liste der Bodendenkmale in Gilten sind alle Bodendenkmale der niedersächsischen Gemeinde Gilten aufgelistet. Die Quelle ist der Denkmalatlas Niedersachsen. 
Der Stand der Liste ist der 19. November 2024.
Allgemein

Gilten im Heidekreis

In den Spalten finden sich folgende Informationen des Bodendenkmales:
Lagegeographische Koordinaten
BezeichnungBezeichnung lt. Denkmalatlas
BeschreibungBeschreibung lt. Denkmalatlas
IDObjekt-ID
BildBild, ggf. zusätzlich mit Link zu weiteren Fotos im Medienarchiv Wikimedia Commons.

## Gilten
| Lage                        | Bezeichnung          | Beschreibung | ID       | Bild |
| --------------------------- | -------------------- | --- | -------- | ---- |
| 52° 43′ 11″ N, 9° 31′ 14″ O | Gilten 20, Umwallung | Durchmesser von NW-SO 38,5 m, von NO-SW 43 m. Breite ca. 3 m. Graben ca. 1,5 m breit und ca. 0,7 m tief. Anlage durch Rodungsmaßnahmen teilweise zerstört. Durch Südwestteil führt ein alter, tief eingeschnittener Weg in NW-NO-Richtung. Am besten erhalten ist der Nordwestteil. | 34824798 | BW   |

## Gilten–Grethem
| Lage                        | Bezeichnung                 | Beschreibung                                                                                                | ID       | Bild |
| --------------------------- | --------------------------- | --- | -------- | ---- |
| 52° 42′ 56″ N, 9° 32′ 51″ O | Gilten-Grethem 3, Grabhügel | Durchmesser ca. 17 m und Höhe ca. 0,9 m.                                                                    | 34825027 | BW   |
| 52° 42′ 54″ N, 9° 32′ 53″ O | Gilten-Grethem 4, Grabhügel | Durchmesser ca. 15 m und Höhe ca. 1,1 m, mit einem zentralen Kopfstich und drei Stubbenlöcher in Osthälfte. | 34825151 | BW   |
| 52° 42′ 53″ N, 9° 32′ 51″ O | Gilten-Grethem 5, Grabhügel | Durchmesser ca. 9 m und Höhe ca. 0,4 m.                                                                     | 34825152 | BW   |
| 52° 42′ 52″ N, 9° 32′ 50″ O | Gilten-Grethem 6, Grabhügel | Durchmesser ca. 18 m und Höhe ca. 1,1 m, mit einer flachen Einsenkung in der Mitte. Rand abgesetzt.         | 34825153 | BW   |